# Ruellia dissoluta
Ruellia dissoluta är en akantusväxtart som beskrevs av Gustav Lindau. Ruellia dissoluta ingår i släktet Ruellia och familjen akantusväxter. Inga underarter finns listade i Catalogue of Life.